# FOAF

FOAF logo.

FOAF (acronimo di friend of a friend - Amico di un amico) è un'ontologia comprensibile dal computer atta a descrivere persone, con le loro attività e le relazioni con altre persone e oggetti. Chiunque può usare FOAF per descriversi. FOAF permette a gruppi di persone di descrivere quel fenomeno noto come social network senza la necessità di un database centralizzato.
FOAF è un vocabolario descrittivo espresso in Resource Description Framework (RDF) ed è definita usando Web Ontology Language (OWL). I computer possono usare FOAF, ad esempio, per cercare tutte le persone che vivono in Europa, o tutte le persone che hanno un tuo amico in comune, questo appunto perché permette di definire le relazioni tra persone. Ogni profilo ha un identificativo univoco (come ad esempio l'indirizzo email, l'URI dell'homepage o del blog della persona) che viene utilizzato quando definisci queste relazioni.
Il progetto FOAF, che definisce ed estende il vocabolario di un profilo FOAF, è iniziato nel 2000 ad opera di Libby Miller e Dan Brickley. Può essere considerata la prima applicazione Social Semantic Web in quanto combina la tecnologia RDF con quello che riguarda il 'Social Web'.
Tim Berners-Lee in saggio del 2007 (leggi un recente articolo), ridefinisce il concetto di web semantico in qualcosa che lui chiama Giant Global Graph (Grafo Gigante Globale), dove le relazioni trascendono reti e documenti. Egli considera il GGG al pari di Internet e del World Wide Web, affermando che "io esprimo la mia rete in un file FOAF, e questo è l'inizio della rivoluzione".

## Protocollo WebID
(precedentemente noto come FOAF+SSL) è un protocollo di autenticazione sicura decentralizzato che utilizza le informazioni del profilo FOAF allo stesso modo di SSL security layer virtualmente disponibile in tutti i browser web moderni. È stato presentato per la prima volta per il W3C Workshop 'the Future of Social Networking' nel 2009. Contrariamente al modello di utilizzo usuale di SSL, questo non richiede il Certificate authority dedicato per effettuare l'autenticazione dell'utente. Le identità utili possono essere coniate per gli utenti facilmente dalle autorità, ma un web of trust FOAF-based collega tutte le attività degli utenti nel World Wide Web cosicché può essere instaurato gradualmente in seguito, senza una formale key signing parties, per rendere l'identità più affidabile e difficile da forgiare per chiunque (anche l'originale autorità di emissione).

## Distribuzione
Sebbene sia relativamente semplice use-case e standard, FOAF ha avuto una limitata adozione nel web. Per esempio, i blog dei siti Live Journal e il DeadJournal supportano i profili FOAF per tutti i membri, la community My Opera supporta i profili FOAF per i membri tanto quanto per i gruppi, il supporto a FOAF è presente sui servizi di Identi.ca, FriendFeed, WordPress e TypePad.
La piattaforma di blog search Yandex supporta la ricerca di informazione sui profili FOAF. Un eccellente supporto client-side a FOAF è disponibile in Safari web browser, nel Semantic Radar plugin per Firefox browser, e nel RDF Detective plugin per Google Chrome browser.
Ci sono anche moduli o plugin per il supporto ai profili FOAF o all'autenticazione FOAF+SSL per i linguaggi di programmazione, tanto quanto per i CMS (content management systems).

## Esempio
Il seguente profilo FOAF (scritto in formato XML) parla di Jimmy Wales, il suo indirizzo e-mail, la sua homepage e la sua fotografia sono delle risorse. Lui ha interesse in Wikipedia e conosce Angela Beesley (che è il nome della risorsa 'Persona').
```
<rdf:RDF

  
xmlns:rdf=
"http://www.w3.org/1999/02/22-rdf-syntax-ns#"

  
xmlns:foaf=
"http://xmlns.com/foaf/0.1/"

  
xmlns:rdfs=
"http://www.w3.org/2000/01/rdf-schema#"
>

  
<foaf:Person
 
rdf:about=
"#JW"
>

    
<foaf:name>
Jimmy
 
Wales
</foaf:name>

    
<foaf:mbox
 
rdf:resource=
"mailto:jwales@bomis.com"
 
/>

    
<foaf:homepage
 
rdf:resource=
"http://www.jimmywales.com/"
 
/>

    
<foaf:nick>
Jimbo
</foaf:nick>

    
<foaf:depiction
 
rdf:resource=
"http://www.jimmywales.com/aus_img_small.jpg"
 
/>

    
<foaf:interest>

      
<rdf:Description
 
rdf:about=
"http://www.wikimedia.org"
 
rdfs:label=
"Wikipedia"
 
/>

    
</foaf:interest>

    
<foaf:knows>

      
<foaf:Person>

        
<foaf:name>
Angela
 
Beesley
</foaf:name>

      
</foaf:Person>

    
</foaf:knows>

  
</foaf:Person>

</rdf:RDF>

```

E di seguito lo stesso esempio nel formato Turtle:
```
@prefix
 
rdf:
 
<http://www.w3.org/1999/02/22-rdf-syntax-ns#>
 
.

@prefix
 
foaf:
 
<http://xmlns.com/foaf/0.1/>
 
.

@prefix
 
rdfs:
 
<http://www.w3.org/2000/01/rdf-schema#>
 
.

<#JW>

    
a
 
foaf
:
Person
 
;

    
foaf
:
name
 
"Jimmy Wales"
 
;

    
foaf
:
mbox
 
<mailto:jwales@bomis.com>
 
;

    
foaf
:
homepage
 
<http://www.jimmywales.com/>
 
;

    
foaf
:
nick
 
"Jimbo"
 
;

    
foaf
:
depiction
 
<http://www.jimmywales.com/aus_img_small.jpg>
 
;

    
foaf
:
interest
 
<http://www.wikimedia.org>
 
;

    
foaf
:
knows
 
[

        
a
 
foaf
:
Person
 
;

        
foaf
:
name
 
"Angela Beesley"

    
]
 
.

<http://www.wikimedia.org>

    
rdfs
:
label
 
"Wikimedia"
 
.

```